# Scalopini
Scalopini son una tribu de la familia de los tálpidos. Incluyen todos los "topos del Nuevo Mundo" han sacado del sorprendentemente diferente topo de hocico estrellado. En Norteamérica se los puede encontrar a casi cualquier lugar donde el suelo y las otras condiciones lo permitan, excepto en el norte del Canadá y hacia el sur de las áreas de Nuevo México donde el suelo no es demasiado arenoso.
- Datos: Q3822728
- Multimedia: Scalopini / Q3822728
- Especies: Scalopini